# Aniki Bóbó
Aniki Bóbó ist ein Film des portugiesischen Regisseurs Manoel de Oliveira aus dem Jahr 1942. Er entstand in der Zeit der Comédia portuguesa, kann dem Genre aber auf Grund der nur wenigen Parallelen und komischen Momente nicht zugeordnet werden. Er gilt vielmehr als der erste Versuch eines neorealistischen Kinos.

## Handlung
Der Film spielt im Hafenviertel von Porto am Ufer des  Douro. Erzählt wird die Geschichte aus Sicht von Kindern. Die Schuljungen Carlitos und Eduardo kämpfen um die Gunst des gleichen Mädchens, Teresinha. Eduardo ist grob und gemein, während Carlitos zurückhaltend und gutmütig ist. Die Rivalität steigert sich. Bei einer harmlosen Spielerei am Bahndamm rutscht Eduardo ab und fällt neben die Bahngleise. Für die entfernter spielenden Kinder muss es aussehen, als ob Carlitos ihn unter die Gleise gestoßen und somit umgebracht habe. Daraufhin ist er ein Ausgestoßener. Der verzweifelte Carlitos plant, am Hafen als blinder Passagier zu flüchten. Doch der Ladenbesitzer hatte alles gesehen und klärt das Missverständnis auf. Eduardo kommt munter aus dem Krankenhaus und die Kinder können wieder auf der Straße spielen, stets unter Benutzung ihres geliebten sinnfreien Abzählreimes Aniki Bóbó.

## Produktion
Manoel de Oliveira arbeitete hier mit wenigen erwachsenen Schauspielern, während die Kinder Laienschauspieler waren.
Das Budget betrug 750.000 Escudos, ein auch für damalige Verhältnisse kleines Budget (heute ca. 3750 Euro).
Aniki Bóbó gilt als erster Film des Neorealismus, noch vor Besessenheit von Luchino Visconti, der 1943 erschien. Er basiert auf der Erzählung „Meninos Milionários“ (dt.: „Millionärskinder“) von Jorge Rodrigues de Freitas (1908–1976). Assistent bei den Arbeiten war Manuel Guimarães, der später selbst ein neorealistisch beeinflusster Regisseur wurde.

## Rezeption

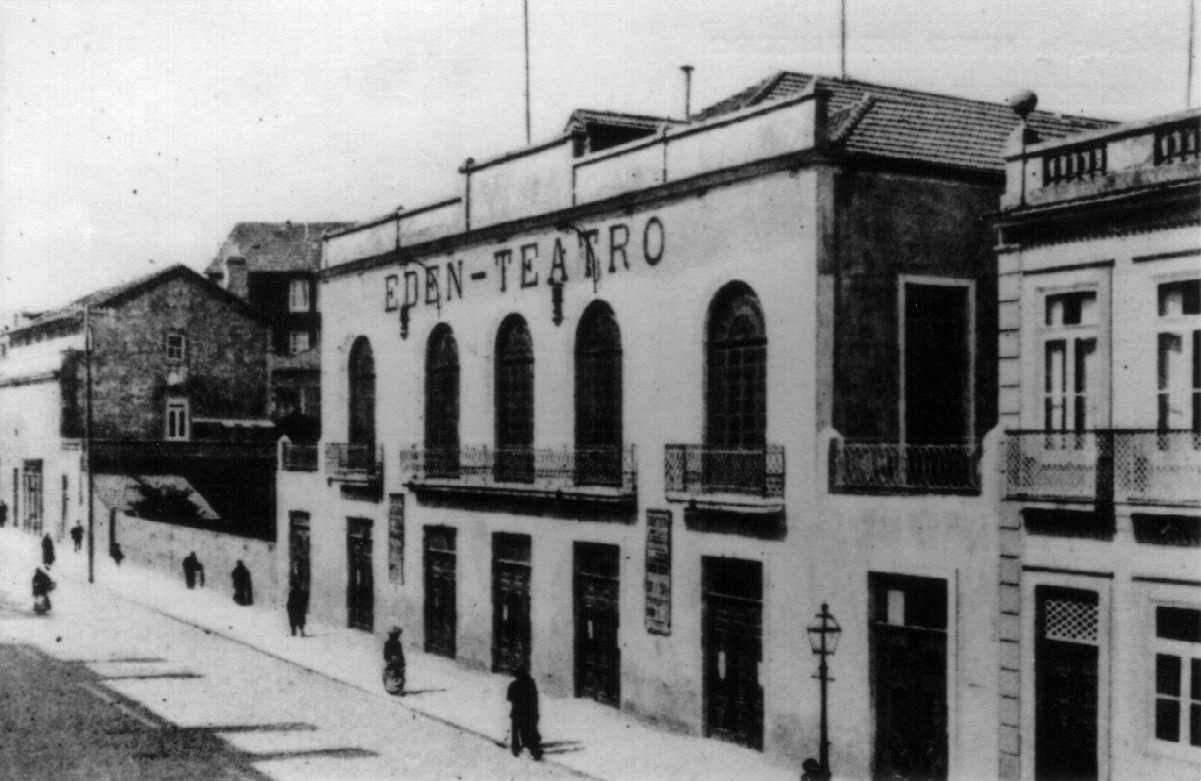
Das Teatro Eden in den 1940er Jahren: hier hatte der Film am 18. Dezember 1942 Premiere.

Der Film hatte am 18. Dezember 1942 im Eden-Kino in Porto Premiere. Das Publikum konnte sich für den ungewöhnlichen Film nicht begeistern und der Film wurde kein Erfolg.
Zwanzig Jahre später erhielt der Film das „Ehrendiplom der II. Bewegung des Kinos für die Jugend“ 1961 in Cannes.

## Kritik
Der stets drohende Polizist, die einfachen Verhältnisse im Viertel und die Perspektive aus Sicht der Kinder stellen eine Analogie auf die Situation der Menschen im Portugal der Estado-Novo-Diktatur dar. Bescheidene, unbeschwerte Kinder, die unter den repressiven und sozialen Verhältnissen leiden müssen, den Regeln und Launen der Obrigkeit und der Besitzenden ausgeliefert.
Manoel de Oliveira, selbst aus begüterten Verhältnissen, kann weder bei Publikum noch beim Regime punkten mit dem Film. Er wird nach diesem Film eine seiner häufigen filmischen Schaffenspausen einlegen, um erst 1963 mit „Der Leidensweg Jesu in Curalha“ (O Acto da Primavera) seinen nächsten vollen Spielfilm zu drehen.
Die Kritik ist 1942 noch nicht auf der Höhe, um den Film angemessen bewerten zu können, und lässt ihn durchfallen. Als der Film 2010 erneut in die Kinos kommt, restauriert und mit einer parallelen DVD-Veröffentlichung, gilt der Film unbestritten als Meilenstein des Portugiesischen Films.
Oliveira selbst stellte den Film anders dar. Er sei eine Botschaft des Friedens. Der Inhaber des Ladens voller Verlockungen habe den Unfrieden beendet. Der Film sei inmitten der Schrecken des Zweiten Weltkrieges entstanden, während in Portugal Frieden herrsche. Mit dieser Darstellung kam er der staatlichen Propaganda des Salazar-Regimes entgegen. Als er mit einigen Dialogen in seinem nächsten Spielfilm („O Acto da Primavera“, 1963) ungleich deutlicher dem Regime auffällt, wird er von der Geheimpolizei PIDE kurzzeitig inhaftiert.

„Ein realistisches, sympathisches Märchen über die "magische" Welt der Kinder, in der sich die Welt der Erwachsenen modellartig widerspiegelt.“